# عرقون قطبي جنوبي
عرقون قطبي جنوبي (الاسم العلمي: Euphrasia antarctica) هو نوع من النباتات يتبع جنس العرقون من الفصيلة الهالوكية.